# Ancylandrena timberlakei
Ancylandrena timberlakei är en biart som beskrevs av Thomas J. Zavortink 1974. Ancylandrena timberlakei ingår i släktet Ancylandrena och familjen grävbin. Inga underarter finns listade i Catalogue of Life.